# Antonio López-Istúriz White
Antonio López - Istúriz White ( Pamplona , Navarra , 1 d'abril de 1970) és un polític espanyol , diputat al Parlament Europeu pel Partit Popular i exsecretari general del Partit Popular Europeu .
És membre del Comitè Executiu del Partit Popular espanyol, Secretari General de la Internacional Demòcrata de Centre. Així mateix és cofundador del Wilfried Martens Centre for European Studies, el think tank del PPE, on exerceix les funcions de secretari tresorer.

## Primers anys i formació
López- Istúriz va néixer a Pamplona , Navarra ; de pare espanyol i mare nord- americana . Sent encara nen, la seva família es va traslladar a Palma.
De jove es va traslladar a Madrid, on es va llicenciar en Dret a la Universitat CEU San Pablo i va obtenir un diploma en Ciències Econòmiques
A més del castellà, parla anglès, que és la llengua materna, francès, mallorquí i italià.

## Trajectòria política
Durant els seus anys universitaris comença el contacte amb la política en afiliar-se a Noves Generacions , l'organització juvenil del Partit Popular .
Entre 1996 i 1997 exerceix com a coordinador de l'àrea d'educació i cultura del PP a la Comunitat Autònoma de Madrid .
El 1997 es trasllada a Brussel·les per treballar com a assistent del cap de la delegació del PP al Parlament Europeu fins al 1999, quan va ser convocat pel llavors president del Govern espanyol José María Aznar per treballar com el seu ajudant polític romanent a Madrid durant gairebé quatre anys .
El 2002 torna a Brussel·les com a Secretari General del Partit Popular Europeu i es manté en el càrrec fins a finals de maig del 2022. El 2004 és elegit a les llistes del seu partit com a eurodiputat.
Des del 2008 és també Secretari Tresorer del Centre Wilfried Martens d'Estudis Europeus.
A més, exerceix com a president del Grup Parlamentari d'Amistat Unió Europea-Emirats Àrabs Units (EAU) i vicepresident de l'Intergrup del Parlament Europeu sobre els Drets de l'Infant. L'any 2022 va ser nomenat vicepresident honorari del Fòrum Europeu Conservador.

### Parlament Europeu

#### Primera legislatura 2004-2009
En la seva primera legislatura com a eurodiputat va ser membre de la comissió d'Afers Jurídics i substitut a la comissió de Transports, així com membre de l'Assemblea Parlamentària ACP-UE, substitut a la comissió d'Afers Exteriors i substitut a la Delegació per a les relacions amb Albània , Bòsnia Hercegovina i Sèrbia – Montenegro.
Entre les seves funcions principals a la Comissió d'Assumptes Jurídics, fou component de diversos expedients i ejerció una ardua defensa de la insularitat de les Illes Balears, el turisme i les regions perifèriques. Asimisme, va desenvolupar nombroses activitats per defensar els drets de la infància i les futures generacions.
En aquesta primera legislatura, López- Istúriz , es va convertir en l'eurodiputat que més grups de visita va rebre, comptant-se, entre aquests, col·lectius d'universitaris, emprenedors, joves i jubilats als quals es va donar a conèixer el funcionament i la importància de les Institucions europees .

#### Segona legislatura 2009-2014
Reelegit Membre del Parlament Europeu el 2009 va continuar treballant com a membre titular a la comissió d'Afers Jurídics i com a substitut a la comissió d'Afers Exteriors ia la de Transports així com membre de l'Assemblea Parlamentària ACP-UE, substitut a la subcomissió de Seguretat i Defensa i en la delegació per a les Relacions amb els Països del Sud-est Europeu i per a les relacions amb els Estats Units.

#### Tercera legislatura 2014-2019
A les eleccions de 2014 va ser reelegit per a un tercer mandat. Va ser membre de la comissió de Mercat Interior i Protecció al Consumidor, així com substitut a la comissió d'Afers Exteriors, subcomissió de Seguretat i Defensa, delegació per a les Relacions amb Israel, delegació per a les Relacions amb els Estats Units i la delegació de l'Assemblea Parlamentària per a la Unió per a la Mediterrània. Va ser elegit el 2014 President del Grup d'Amics Unió Europea-Emirats Àrabs Units del Parlament Europeu. En l'àmbit de la seva activitat parlamentària durant aquesta legislatura, López- Istúriz va ser ponent del reglament relatiu a les instal·lacions de transport per cable i de l'informe relatiu a l'Acord de Cooperació Política amb Singapur. A més, va ser també ponent alternatiu de l'informe sobre les relacions UE-Xina i als dossiers sobre el nou acord per als consumidors d'energia, l'Estratègia Europea de Seguretat Energètica i Ciberdefensa .

#### Quarta legislatura 2019-2024
A les eleccions de 2019 va ser reelegit per a un quart mandat. Va ser membre de la Comissió d'Afers Estrangers i President de la Delegació per a les Relacions amb Israel. També va ser membre de la Delegació per a les Relacions amb la Península aràbiga i substitut a la subcomissió de Seguretat i Defensa i a la Delegació per les Relacions amb els Estats Units. Va continuar com a president del Grup d'Amics Unió Europea-Emirats Àrabs Units del Parlament Europeu. Aquestes responsabilitats le varen permetre treballar per la promoció de les bones relacions amb l'Orient Mitjà des d'una perspectiva global. D'altra banda, en aquesta legislatura seguí especialment involucrat amb els temes relacionats amb la infància, com va fet des de la seva arribada al Parlament Europeu. Va ser Vicepresident de l' Integrup de la Infància a l' Eurocambra .
Cinquena legislatura 2024-2029
President de la Delegació a la Comissió Parlamentària Mixta UE-Mèxic (D-MX). És membre de la Comissió d'Afers Exteriors (AFET) i de la Subcomissió de Drets Humans (DROI) . la Delegació per a les Relacions amb Israel (D-IL) i de la Delegació per a les Relacions amb la Península Aràbiga (DARP). substitut de la Delegació per a les Relacions amb els Estats Units (D-US) i de la Comissió d'Afers Econòmics i Monetaris (ECON).

### Partit Popular Europeu
Antonio López-Istúriz va ser el Secretari General del Partit Popular Europeu (PPE). Va ser elegit per a aquest càrrec el 2002 a Estoril de manera interina, sent reelegit en els congressos de Roma 2006, Bonn 2009, Bucarest 2012, Madrid 2015 i Zagreb 2019.
A l'últim congrés estatutari celebrat el 21 i 22 d'octubre del 2015 a Madrid, López- Istúriz va ser reelegit Secretari General per quarta vegada en presència més de 3.000 participants, 750 delegacions, 850 delegats, 14 caps d'Estat i de Govern i onze comissaris europeus. Entre els assistents al Congrés hi havia la cancellera alemanya Angela Merkel, el primer ministre d'Irlanda, Enda Kenny o la primera ministra de Noruega, Erna Solberg , a més dels presidents de la Comissió Europea, Jean-Claude Juncker , i del Consell Europeu, Donald Tusk .

### IDC-CDI
El 2002 sota el lideratge del llavors President del Govern d'Espanya, José María Aznar, va ser elegit Secretari Executiu de la Internacional Demòcrata de Centre (IDC-CDI) que aplega 100 partits de 49 països. Actualment, continua ocupant aquest càrrec amb la confiança de l'actual President de l'organització, l'expresident de Colòmbia, Andrés Pastrana.
López- Istúriz , també des de la seva posició a la IDC-CDI, manté el seu compromís amb la defensa de la democràcia i la denúncia de la violació dels Drets Humans, particularment a Cuba, Veneçuela i Nicaragua. La IDC-CDI produeix regularment declaracions i documents consensuats, abordant la defensa dels drets humans i la promoció de la democràcia a nivell internacional.

## Defensa drets de la infància
Antonio López - Istúriz White és Vicepresident de la Fundació ANAR , d'ajuda als adolescents en risc . En la seva activitat a favor de la infància, López- Istúriz va ser un dels impulsors de la cobertura a nivell nacional del Telèfon d'Ajuda a Nens i Adolescents a Espanya. A més, el 2015 es va convertir en “ Campió dels Drets dels Infants ” pel seu treball i compromís amb els drets dels nens - http://www.childrightsmanifesto.eu/

## Relacions transatlàntiques
López-Istúriz sempre ha estat involucrat en les relacions transatlàntiques, i en especial, amb els Estats Units. Viatja amb freqüència a aquest país per reunir-se amb diverses personalitats polítiques i representants de la societat civil.
En aquest sentit, s'ha reunit diverses vegades amb l'antic president de la Cambra de Representants dels Estats Units, Paul Ryan.
També va mantenir trobades amb el senador John McCain, que també va ser president de l'Institut Republicà Internacional, amb el qual el PPE col·labora. Des de llavors, López-Istúriz manté una relació molt estreta amb l’International Republican Institute (IRI), el think tank internacional del Partit Republicà, així com amb altres organitzacions com la Heritage Foundation, el Hudson Institute, el Transatlantic Partnership Network (TPN) i el National Democratic Institute (NDI).
També s'ha reunit amb altres polítics republicans com el senador Marco Rubio i els congressistes Chris Smith, Paul Ryan, Ileana Ros-Lehtinen i Mario Díaz-Balart, entre d’altres. Amb aquests dos últims, així com amb l’excongressista Lincoln Díaz-Balart, ha desenvolupat iniciatives i activitats relacionades amb la democràcia a Cuba.
Al juliol de 2018, va ser convidat a parlar davant el Comitè d’Estudi del Partit Republicà, que reuneix els congressistes republicans a la Cambra de Representants dels Estats Units.
Així mateix, manté relació amb demòcrates com els congressistes Albio Sires i Debbie Wasserman-Schultz, amb els presidents del Comitè Nacional Demòcrata, i amb assessors de Barack Obama com Rick Holtzapple (Director d’Assumptes Europeus de la Casa Blanca), Mike Froman (assessor d’Obama en temes de seguretat) i Miriam Sapiro (responsable del govern d’Obama per a assumptes comercials).

## Altres temas d'interès

#### Llatinoamèrica
Un altre tema en què López- Istúriz ha estat actiu és el de la promoció de la democràcia Cuba i Veneçuela, així com el suport a la dissidència cubana i oposició veneçolana.

#### Treballadors autònoms
López- Istúriz ha desenvolupat una intensa activitat a favor dels treballadors autònoms. Insisteix en la rellevància dels treballadors autònoms i dels emprenedors per generar creixement i ocupació.

## Condecoracions i reconeixements
2023 - Membre del jurat dels premis Carlomagno i Ciutadà Europeu, atorgats pel Parlament Europeu.
2016 - Guardonat amb el premi «Escut d'Honor» de l'Associació Europea de Premsa per al Món Àrab (APEMA - Association De La Presse Européenne Pour Le Monde Arabe).
2014 - Condecorat amb l'Encomanda de l'Orde de l'Estrella (Itàlia).
2013 - Reconeixent amb el Premi Parlamentari - Eurodiputat de l'Any, atorgat per l'Associació de Periodistes Parlamentaris (APP).
2002 - Nomenat Oficial de l'Orde de Bernardo O'Higgins (Xile).
2000 - Condecorat amb l'Orde de l'Estrella (Jordània).